# 트리코미-칼리츠 다항식
트리코미-칼리츠 다항식(Tricomi–Carlitz polynomials)은
라게르 다항식을 변형한 방정식이다.
{\displaystyle \ell _{n}(x)=(-1)^{n}L_{n}^{(x-n)}(x).}
이는 치하라-이스마일 방정식(Chihara–Ismail polynomials)의 특수한 경우이다.

프란체스코 트리코미와 레너드 칼리츠가 연구했다.